# 제 양공
제 양공(齊襄公, ? ~ 기원전 686년, 재위 기원전 698년 ~ 기원전 686년)은 춘추 시대 제나라 제14대 후작이다. 이름은 제아(諸兒)며, 제 희공의 아들이고 제 환공, 공자 규의 형이다.
주 장왕 원년(기원전 698년)에 즉위하였다. 재위 기간, 국력이 점차 강대해져, 위나라, 노나라, 정나라를 공벌했고, 8대 전의 원수국 기나라를 멸망시켰다.
하지만 양공은 황음무도하여, 무고한 자를 죽이고, 자신의 여동생이자 노 환공의 부인인 문강과 통간하였으며 환공을 모살하였으므로 인심을 크게 잃었다.
기원전 686년, 양공은 교외에서 수렵을 하다가 멧돼지 한 마리를 잡았다. 명중하였으나 그가 노나라에 환공이 죽인 것을 변명하기 위해 살해한 아들 팽생처럼 보여 발작을 일으키다가 그만 신발 한짝을 잃었다. 그 사이 대장 연칭과 관지보가 병란을 일으켰고, 이 신발 한 짝을 보고 양공을 사로잡아 살해한 뒤 양공의 종제 공손무지를 즉위시켰다.

## 같이 보기
- 선강
- 문강
- 애강
- 제 환공
- 위 선공
- 위 혜공

| 전 임 희공 녹보 | 제14대 제나라 후작 기원전 698년 ~ 기원전 686년 | 후 임 공손무지 |